# 安德烈·科济列夫
安德烈·弗拉基米罗维奇·科济列夫（俄语：Андрей Владимирович Козырев，羅馬化：Andrey Vladimirovich Kozyrev，1951年3月27日—），俄罗斯政治人物。1991年12月26日至1996年1月6日，担任俄罗斯联邦外交部长，为苏联解体后俄罗斯首任外交部长。

## 生平
安德烈·科济列夫生于比利时布鲁塞尔，曾就读于莫斯科国立国际关系学院。